# Hexagonala kristallsystemet

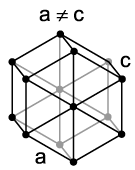
exempel på hexagonal kristall

Det hexagonala kristallsystemet har tre av fyra axlar i ett plan.
Dessa tre är lika långa och skär varandra i 60 eller 120 graders vinklar. Den fjärde axeln har en annan längd och är vinkelrätt mot planet som de tre utgör. Detta utseende gör att det trigonala systemet ibland hamnar som en underrubrik i det hexagonala systemet. Former på detta system är sexsidiga prismor eller pyramider av olika former.
Exempel på mineral i detta system är akvamarin, beryll och smaragd.